# Moskwicz 403

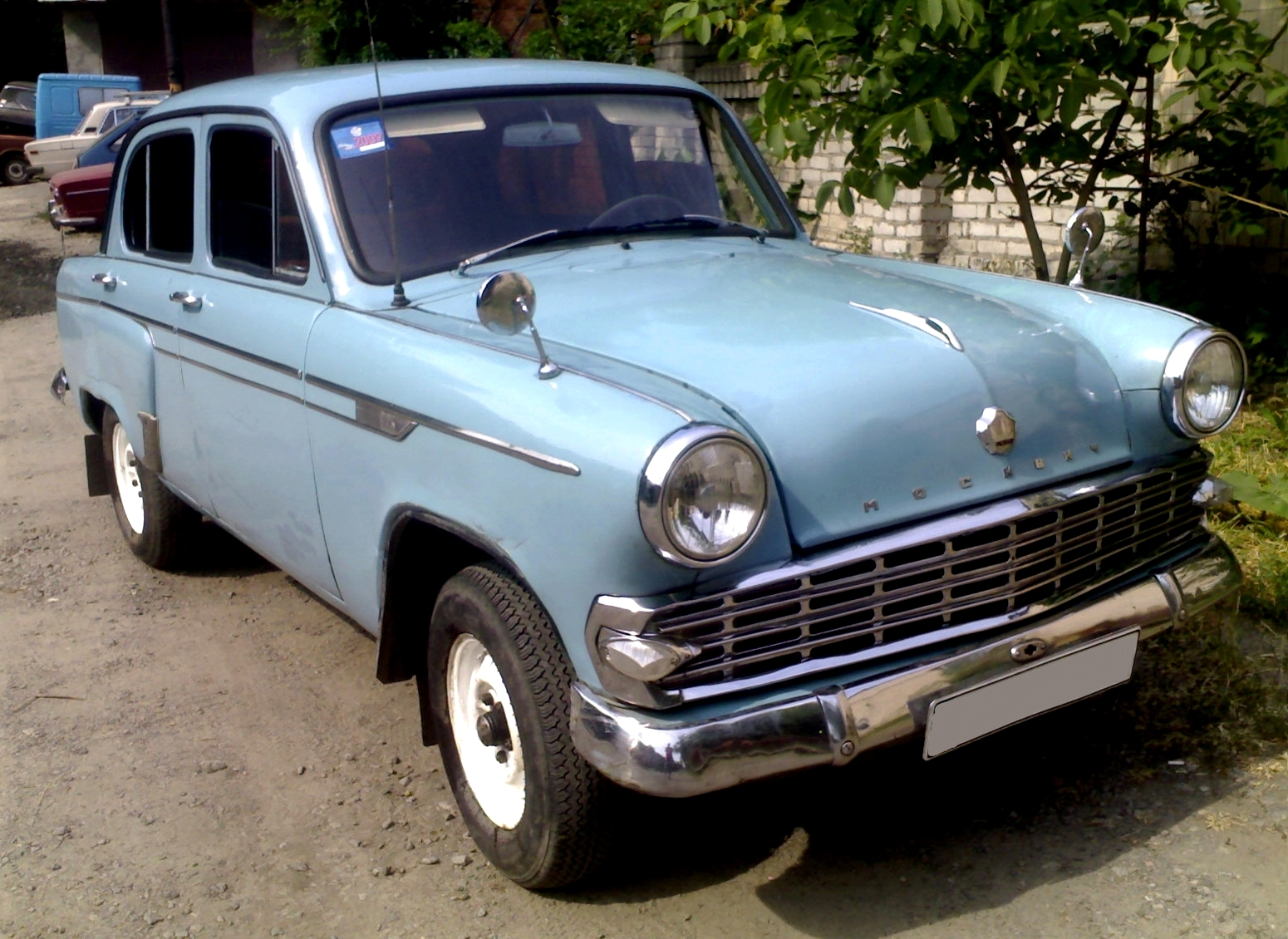
Model eksportowy 403IE, ze zmodyfikowanym nadwoziem

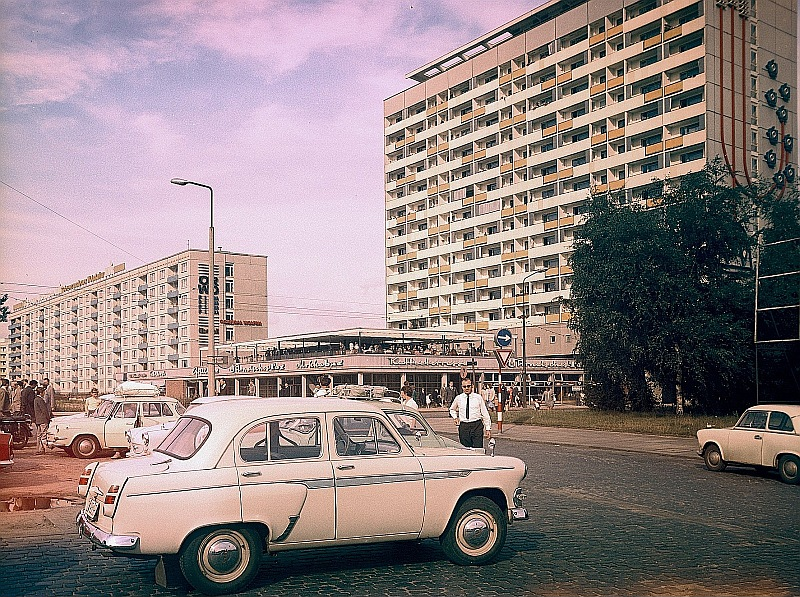
Moskwicz 403IE

Moskwicz 403 (ros. Москвич 403) – samochód osobowy produkowany przez Moskiewską Fabrykę Samochodów Małolitrazowych (MZMA, Moskowskij Zawod Małolitrażnych Awtomobilej) w latach 1962–1965.

## Historia i opis modelu
Samochód stanowił model przechodni - rozwinięcie Moskwicza 407 z niektórymi elementami nowo projektowanego Moskwicza 408. Był tym samym ostatnim etapem rozwoju linii zapoczątkowanej przez Moskwicz 402. Z modelu 407 przejął m.in. nadwozie, nieznacznie zmodyfikowany silnik, układ napędowy i zawieszenie tylne, a nowe było przednie zawieszenie, ulepszone hamulce z samoregulującymi się cylindrami (po raz pierwszy w ZSRR), hydrauliczne sterowanie sprzęgła i mechanizm kierowniczy z nową kierownicą (w jasnym kolorze). Model 403 produkowano od grudnia 1962 do lipca 1965. Od maja 1964 zaczęto montować ulepszony silnik M-407D1. Samo nadwozie modelu 403 na rynek radziecki praktycznie nie różniło się od późnego modelu 407, inny był jedynie numer modelu w załamaniach dekoracyjnej listwy na bokach przednich błotników, a na późniejszych seriach widoczny był spryskiwacz szyby przedniej (uruchamiany nożną pompką).
Zbudowano 133 523 sztuk modelu 403, z tego 50 612 na eksport. Samochód był droższy od Moskwicza 407 o 900 rubli i kosztował ok. 3411 rubli. 
Oprócz modelu podstawowego wytwarzano następujące modele:
- Moskwicz 403E - wczesny wariant eksportowy
- Moskwicz 403IE (ros. 403ИЭ) - wydanie eksportowe z nowymi dekoracyjnymi podwójnymi listwami po bokach, zmienioną i powiększoną przednią kratą z kierunkowskazami zachodzącymi na boki błotników oraz z oprawami tylnych świateł lakierowanymi w kolorze nadwozia[2]
- Moskwicz 403M - samochód pomocy medycznej (nadwozie sedan)
- Moskwicz 403B - wersja ze sterowaniem ręcznym dla inwalidów
- Moskwicz 403T - wersja przystosowana jako taksówka
- Moskwicz 403Ju (ros. 403Ю) - wersja dla krajów o gorącym klimacie
- Moskwicz 424 - kombi
- Moskwicz 432 - furgon

## Dane techniczne
Źródło: 
- Nadwozie: samonośne, stalowe, 4-drzwiowe, 4-miejscowe
- Długość/szerokość/wysokość: 4055 / 1540 / 1560 mm
- Rozstaw osi: 2380 mm
- Rozstaw kół: 1220 mm
- Masa własna: 980 kg
- Masa całkowita: 1280 kg (4 pasażerów)
- Prześwit pod osiami: 200 mm
- Pojemność bagażnika: 340 dm³[4]

- Silnik: M-407 - gaźnikowy, 4-suwowy, 4-cylindrowy rzędowy, górnozaworowy OHC, chłodzony cieczą, umieszczony z przodu, napędzający koła tylne
- Pojemność skokowa: 1358 cm³[4]
- Średnica cylindra x skok tłoka: 76 x 75 mm
- Moc maksymalna: 45 KM (33 kW) przy 4500 obr./min
- Stopień sprężania: 7:1
- Maksymalny moment obrotowy: 88 Nm przy 2600 obr./min
- Gaźnik: K-59
- Skrzynia przekładniowa mechaniczna 4-biegowa, zsynchronizowana na biegach II-IV, z dźwignią przy kierownicy

- Zawieszenie przednie: niezależne, poprzeczne wahacze resorowane sprężynami, teleskopowe amortyzatory hydrauliczne, stablizator
- Zawieszenie tylne: zależne, sztywna oś na podłużnych resorach półeliptycznych, teleskopowe amortyzatory
- Hamulce przednie i tylne bębnowe, hydrauliczne; hamulec ręczny mechaniczny na koła tylne
- Ogumienie o wymiarach 5,60-15"

- Prędkość maksymalna: 115 km/h
- Zużycie paliwa: 6,5 l przy 40-50 km/h[2]
- Przyspieszenie 0-100 km/h: 36 s (dane dla modelu 407)[3]